# Verso dodecassílabo
Dodecassílabo, no poema, é chamado o verso que apresenta doze sílabas métricas, ou sílabas poéticas.

## Ritmo
De acordo com o ritmo do verso, o dodecassílabo típico pode ser classificado em duas formas:

### Alexandrino
É o verso que apresenta sílabas tônicas nas posições 6 e 12, caracterizando uma cesura e dois hemistíquios.
Cada hemistíquio pode apresentar ainda uma ou duas sílabas tônicas a mais.
Um dos exemplos mais citados de verso alexandrino é o nome completo do poeta Olavo Bilac:
Olavo Brás Martins dos Guimarães Bilac.
Este verso é composto por três iambos, um peônio de quarta e um iambo.
Dependendo da distribuição de sílabas tônicas, quando o verso apresenta uma sequência de pés iguais, o alexandrino ainda pode receber uma classificação adicional, tais sejam: 
Hexâmetro iâmbico
Verso com uma sequência de seis iambos:
"A  gar ça_é  só  pu re za_em  seu  pla nar  no  céu.
("O amor e a garça" - Paulo Camelo);
Tetrâmetro anapéstico
Verso contendo uma sequência de quatro anapestos:
"Vo cê  sa be_o  que_é  ter  um  a mor,  meu  se nhor?"
("Nervos de aço" - Lupicínio Rodrigues)
Díade hexassilábica
Verso alexandrino raro onde as sílabas tônicas são apenas a sexta e a décima segunda:
"E  quan do  deu  na  te lha_eu  co me ter  so ne [to],"
("Cometa alexandrino" - Paulo Camelo)
Há versos dodecassílabos que, embora apresentem tônicas as sexta e décima segunda sílabas, não são considerados ortodoxamente alexandrinos, porque não apresentam a cesura e os dois hemistíquios, ou seja, a sexta sílaba não é de uma palavra oxítona, ou, se paroxítona, não há elisão com a palavra seguinte. No entanto, seu ritmo apresenta-se como de um alexandrino.

### Trímetro peônico
O trímetro peônico apresenta uma sequência de três peônios de quarta, com sílabas tônicas nas posições 4, 8 e 12. Também é denominado verso romântico:
Tem  cer tos  di as  em  que_eu  pen so_em  mi nha  gen [te]

e  sin to_as sim  to do_o  meu  pei to  se_a per tar

por que  pa re ce que_a con te ce  de  re pen [te]

co mo_um  de se jo  de_eu  vi ver  sem  me  no tar..."

("Gente humilde - Garoto).